# Avize
Avize ist eine französische Gemeinde im Département Marne in der Region Grand Est. Sie liegt etwa 32 Kilometer südlich von Reims und 25 Kilometer westlich von Châlons-en-Champagne. Bekannt ist Avize aufgrund seiner Weinberge und Kellereien für die Produktion von hochwertigem Champagner. Avize hat 1751 Einwohner, die Avizois genannt werden (Stand 1. Januar 2022).

## Geschichte
Die Ursprünge der Besiedlung liegen in der Frühgeschichte, wovon der La Haute Borne genannte Menhir kündet. Gallier und Römer errichteten dort Beobachtungsposten. Im Mittelalter war die Stadt zeitweise befestigt. Einen wirtschaftlichen Aufschwung erlebte Avize seit Mitte des 18. Jahrhunderts, als die Champagner-Methode zur Erzeugung von Schaumwein entwickelt wurde. Zuvor galten die Weine von Avize als sauer.

### Bevölkerungsentwicklung
| Jahr                       | 1962 | 1968 | 1975 | 1982 | 1990 | 1999 | 2007 | 2018 |
| -------------------------- | ---- | ---- | ---- | ---- | ---- | ---- | ---- | ---- |
| Einwohner                  | 1888 | 1980 | 1696 | 1836 | 1680 | 1619 | 1615 | 1752 |
| Quellen: Cassini und INSEE |      |      |      |      |      |      |      |      |

## Gemeindepartnerschaft
Seit 1967 besteht eine Partnerschaft mit der Weinbaugemeinde Sulzfeld in Baden-Württemberg.

## Sehenswürdigkeiten
- Gotische Kirche Saint Nicolas, Innenausstattung mit Orazio Borgiani zugeschriebenen Gemälden aus dem frühen 17. Jahrhundert.
- Historistisches Château Desbordes, errichtet Ende des 19. Jahrhunderts, heute im Besitz der Stadt.

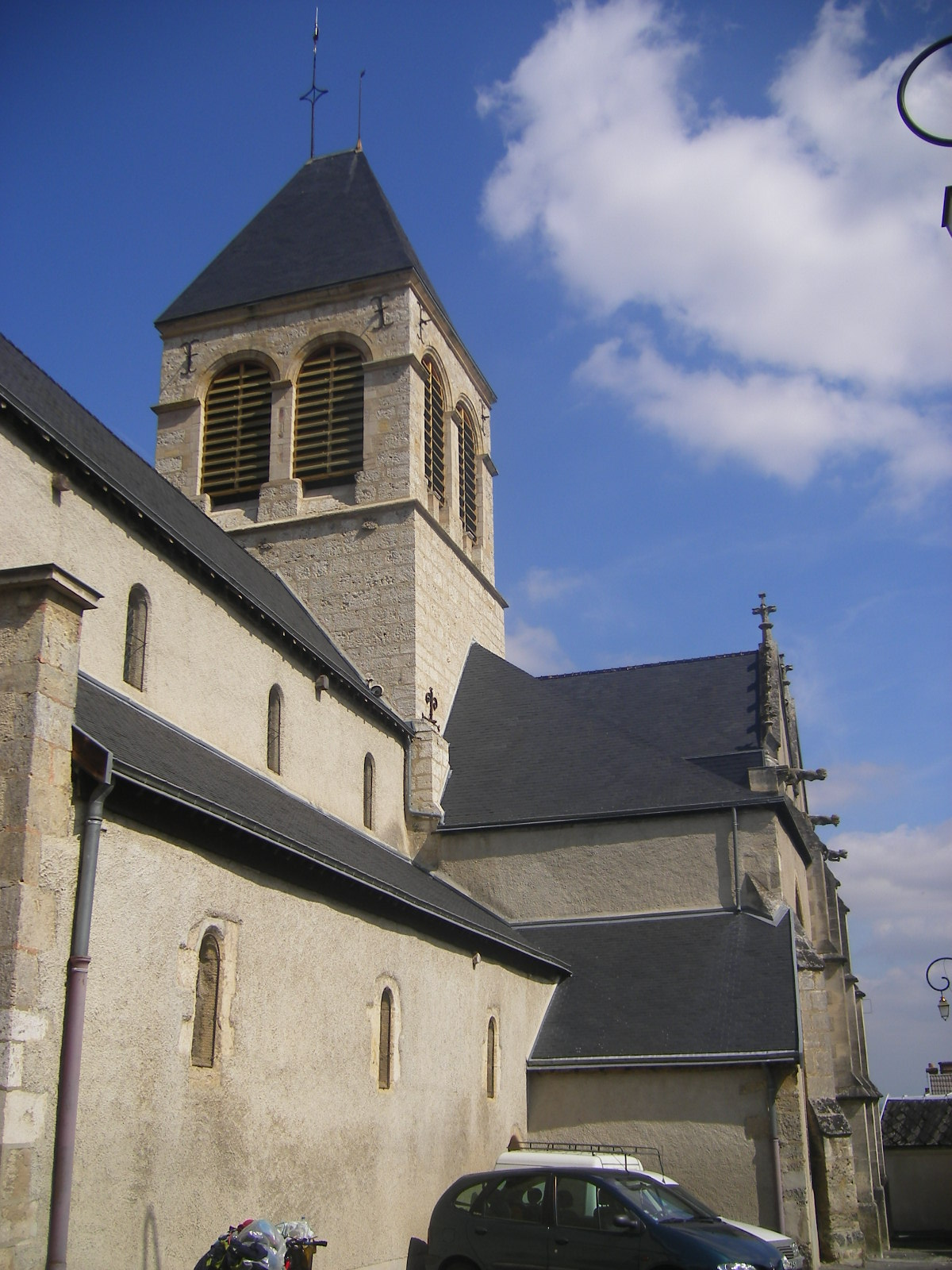
Kirche Saint-Nicolas

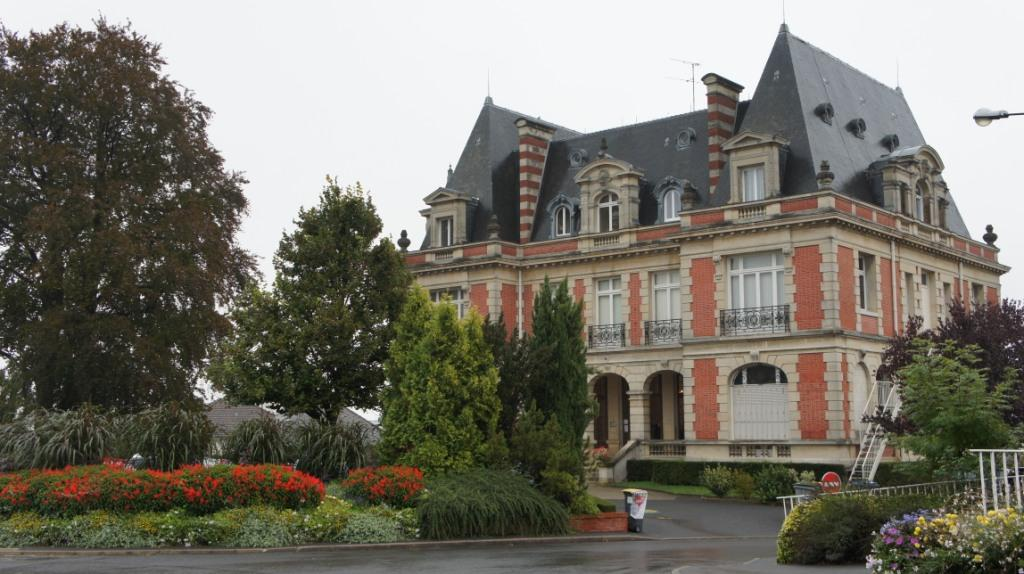
Château Desbordes

## Weinbau

### Lage und Rebsorten
Die Gemeinde Avize gehört zur Region Côte des Blancs des Weinbaugebietes Champagne. Ihre 268 Hektar Weinberge sind als Grand Cru eingestuft. Sie sind nach Osten bis Ost-Südost ausgerichtet und liegen zwischen 110 und 230 Metern Höhe über NN. Gegen kühle und feuchte Westwinde schützt der oberhalb gelegene Wald Bois d’Avize.
Der Unterboden besteht aus Kreide, die hervorragende Fähigkeiten zur Feuchtigkeitsregulierung besitzt. Da das Material sehr porös ist, kann es große Mengen überschüssigen Regenwassers aufnehmen. Die Kapillarwirkung sorgt wiederum für eine ausreichende Wasserversorgung auch in trockenen Sommern. An der Côte des Blancs ist der Kreideboden besonders schwach  erodiert. Die Mitte des Hanges bietet die besten Bedingungen.
In Avize wächst, wie in den meisten Gemeinden der Côte des Blancs, nahezu ausschließlich Chardonnay, dem die geologischen Bedingungen besonders behagen. Der in Avize erzeugte Champagner ist entsprechend häufig ein Blanc de Blancs. Der Champagner von Avize zeichnet sich durch Vinosität und Harmonie aus.

### Erzeuger
Große Besitzer in Avize sind die Häuser Moët & Chandon, Veuve Clicquot, Louis Roederer, Duval-Leroy, Pol Roger und die zu Pernod Ricard gehörenden Mumm und Perrier-Jouët. Gute Qualität liefert auch die unter der Marke De Saint-Gall abfüllende Winzergenossenschaft Union Champagne. Ihre Mitglieder bewirtschaften 550 Hektar Weinberge.
Besondere Bedeutung besitzen in Avize die unabhängigen Winzer, von denen es über 40 gibt. Die meisten dieser Betriebe besitzen weniger als zehn Hektar Rebfläche. Bekannt sind die Häuser De Sousa, Franck Bonville, Michel Gonet und Simon-Selosse. Die Revue du vin de France stellt den biodynamisch arbeitenden Anselm Selosse regelmäßig besonders heraus.
In Avize befindet sich eine Weinbauschule (Lycée Viticole).

## Persönlichkeiten
- Ernest Vallé (1845–1920), Jurist und Politiker
- Henri Carré (1870–1938), Entdecker des Staupevirus